# Michel Pageaud
Michel Pageaud (* 30. August 1966 in Luçon) ist ein ehemaliger französischer Fußballtorhüter der seine Karriere in Frankreich und Schottland verbrachte. Nach dem Ende seiner aktiven Karriere arbeitete er als Trainer.

## Karriere
Michel Pageaud begann seine Karriere beim französischen Zweitligisten SCO Angers. In der Saison 1987/88 wurde er Stammtorhüter des Vereins in der Ligue 2. In drei Spielzeiten bis 1990 absolvierte er 94 Ligaspiele. Angers belegte in dieser Zeit Positionen im Mittelfeld der Tabelle. Im Juli 1990 wechselte Pageaud innerhalb der zweiten französischen Liga zu US Valenciennes-Anzin. Bei seinem neuen Verein sollte er den ehemaligen französischen Nationaltorwart Jean-Pierre Tempet ersetzten der zuvor seine Karriere beendet hatte. Als Nummer eins im Tor von Valenciennes absolvierte er in den folgenden drei Jahren die identische Anzahl an Ligaspielen wie bei seiner vorherigen Spielerstation. 1992 war er mit dem Verein mit drei Punkten Vorsprung auf Angers als Meister der Gruppe A in die Ligue 1 aufgestiegen. Am Ende der Saison 1992/93 stieg der Verein nach verlorener Relegation gegen AS Cannes direkt wieder in die Zweitklassigkeit ab. Nach dem Abstieg wechselte er im Juli 1993 nach Schottland zum Erstligisten FC Dundee. Mit Pageaud zwischen den Pfosten stieg Dundee mit der zweitschlechtesten Abwehr der Liga am Ende der Saison 1993/94 als Tabellenletzter ab. 1995 erreichte er mit dem Verein das Finale im Challenge Cup, das er mit seiner Mannschaft gegen den Airdrieonians FC mit 2:3 nach Verlängerung verlor. 1996 verlor er mit Dundee das Endspiel im Ligapokal mit 0:2 gegen den FC Aberdeen. In der Liga verpasste er mit dem Verein die Rückkehr in die Premier Division. Im Juli 1996 machete der 29-jährige Pageaud gebrauch von dem Bosman-Urteil um nach Ende des Vertrages in Dundee ablösefrei zu einem anderen Verein wechseln zu dürfen. Er wechselte zurück nach Frankreich und unterschrieb einen Vertrag beim FC Valenciennes der nach dem Konkurs des Vorgängervereins US Valenciennes-Anzin kurze Zeit vorher gegründet worden war. 1998 gelang ihm mit dem Verein der Aufstieg in die dritte Liga. In der Saison 1998/99 kam er 31-Mal in der National D3 zum Einsatz. Von 1999 bis 2001 spielte Pageaud in seiner Geburtsstadt beim unterklassigen Stade Luconnais, wo er seine Karriere beendete.
Nach Beendigung seiner aktiven Spielerkarriere trainierte Pageaud die Amateurvereine Sud Vendee Football Benet, US Marly und Villeneuve-d’Ascq.